# Francisco Castro (Fußballspieler)
Francisco Fernando Castro Gamboa (* 4. September 1990 in Talagante) ist ein ehemaliger chilenischer Fußballspieler. Der Stürmer bestritt zwei Länderspiele für die chilenische Fußballnationalmannschaft und wurde auf Vereinsebene vier Mal chilenischer Meister. Mit Universidad de Chile gewann er zudem die Copa Sudamericana 2011.

## Karriere

### Verein
Francisco Castro, auch unter dem Spitznamen Tobi bekannt, begann seine Karriere 2009 beim CD Cobreloa und wechselte 2010 zu Universidad de Chile, wo er seine titelreichste Zeit erlebte. Er gewann bis 2016 drei Meisterschaften, die Copa Chile und einen internationalen Titel mit der Copa Sudamericana 2011. Zum ersten Mal in der Geschichte gewann ein chilenischer Klub die Copa Sudamericana. Castro erzielte in 77 Ligaspielen 15 Tore und war bei der Meisterschaft der Clausura 2011 bester Torschütze von La U. In seiner Zeit bis 2016 war er an Unión Española und an Deportes Iquique verliehen. Mitte 2016 wechselte der Offensivakteur zu Deportes Antofagasta. Anschließend spielte er mit Ausnahme von einer Halbserie bei Unión La Calera bis 2021 für Vereine der Chilenischen Primera B. Die Meisterschaft der zweiten Liga gelang Castro 2019 mit den Santiago Wanderers. Im Jahr 2021 wechselte er zu Deportes Iberia in die Segunda División, wo er nach der Saison 2022 seine Karriere beendete.

### Nationalmannschaft
Im Januar 2010 debütierte Castro beim Freundschaftsspiel gegen Panama in der Nationalmannschaft, als er in der 86. Spielminute für Emilio Hernández eingewechselt wurde. Rund vier Monate später bestritt er beim Freundschaftsspiel gegen Mexiko sein zweites und letztes Länderspiel der A-Nationalmannschaft.

## Erfolge
Universidad de Chile
- Chilenischer Meister: 2011-A, 2011-C, 2012-C
- Copa-Sudamericana-Sieger: 2011
- Chilenischer Pokalsieger: 2015
- Chilenischer Supercup-Sieger: 2015

Unión Española
- Chilenischer Meister: 2013-T
- Chilenischer Supercup-Sieger: 2013

Santiago Wanderers
- Chilenischer Zweitligameister: 2019